# Presentació del Nen al Temple
Presentació del Nen al Temple és un oli sobre tela de 122,6 × 94,8 cm realitzat per Ludovico Carracci vers l'any 1605 i pertanyent a la Col·lecció Carmen Thyssen-Bornemisza, el qual es troba en dipòsit al Museu Nacional d'Art de Catalunya.

## Context històric i artístic
Aquesta pintura s'ha datat després del viatge que l'artista va realitzar a Roma el 1602, en el qual va conèixer la decoració que va realitzar el seu cosí Annibale per al Palau Farnese, i propera a la seua estada (entre els anys 1605 i 1609) a la ciutat de Piacenza, on va treballar, juntament amb Camillo Procaccini, per al bisbe Claudio Rangoni. S'han esmentat diverses obres datades en aquests anys amb les que aquest oli té relació: entre elles es troba La Nativitat de la Mare de Déu (circa 1605-1609), a Piacenza, amb la qual manté un paral·lelisme en la seua posada en escena i en els models usats en les figures. Així mateix, a La Nativitat de Sant Joan Baptista, de la Pinacoteca Nacional de Bolonya, hom s'adona que tant el perfil de la Verge com els plecs i les caigudes de les teles s'acosten bastant als d'aquesta pintura, igual que la fesomia de Santa Isabel, la qual recorda a la de la profetessa Anna.
Aquest llenç va romandre inèdit fins als anys setanta del segle xx. La pintura va pertànyer al comte de Seafield, la col·lecció del qual fou posada a la venda a Londres el 1975. En el catàleg de la subhasta, l'obra va figurar correctament atribuïda, formant parella amb una Presentació de la Verge que actualment es considera de Pietro Faccini. Presentació del Nen al Temple s'ha intentat identificar (encara que sense èxit) amb una pintura registrada entre els béns de la família Ludovisi, però, la descripció que se'n fa en l'inventari de l'any 1678, va resultar prou imprecisa com per no poder assegurar que es tractés de la mateixa obra. El llenç es va incorporar a la Col·lecció Carmen Thyssen-Bornemisza el 1977.

## Descripció
L'escena mostra un passatge de l'Evangeli segons Lluc (2:22-38) en el qual s'explica que Maria i Josep, després del naixement de Jesús, van anar a Jerusalem a oferir el seu primogènit al Temple, tal com indicava la llei mosaica. La Mare de Déu, amb el Nen als braços, ocupa el centre de la composició. Darrere seu hi ha Sant Josep, representat com un home madur, calb i amb barba. El sacerdot del Temple és Simeó, amb una llarga barba blanca i cobert amb un mantell, allargant els braços cap al Nen. L'Esperit Sant li havia revelat que no moriria sense veure el Messies. Al marge dret també apareix la profetessa Anna, d'edat molt avançada, que sosté una làpida amb una inscripció. L'escena conté altres personatges, un dels quals porta dues tórtores com a ofrena que es feia en ocasions d'aquesta mena. En el darrer terme del quadre s'observa la ciutat. Al fons es veu l'espai arquitectònic del Temple, d'inspiració clàssica, molt del gust que propugnava l'Accademia degli Incamminati, una institució creada cap al 1585-1586 per la nissaga dels Carracci (Ludovico i els seus cosins Agostino i Annibale), sorgida en el seu taller de Bolonya i que va ésser dirigida per Ludovico Carracci fins a la seua mort.